# Vinicio Villani
Vinicio Villani (* 1935 in Lussinpiccolo, heute Kroatien; † 3. Februar 2018) war ein italienischer Mathematiker, der sich mit Biomathematik, Geometrie, Topologie und Mathematikdidaktik befasste.
Villani studierte ab 1953 Mathematik an der Scuola Normale Superiore in Pisa mit der Laurea an der Universität Pisa 1957. Ab 1966 hatte er den Lehrstuhl für Geometrie an der Universität Genua und Pisa inne. Später wechselte er auf den Lehrstuhl für Mathematikdidaktik. Er hielt Kurse über Biostatistik an der Medizinischen Fakultät. Danach unterrichtete er an der Scuola di Specializzazione per Insegnanti Secondari della Toscana in Pisa.
1982 bis 1988 war er Präsident der Unione Matematica Italiana. 1974 bis 1979 war er Präsident der International Commission on Mathematical Instruction (ICMI).

## Schriften
- mit Graziano Gentili: Matematica, Comprendere e interpretare fenomeni delle scienze della vita, 5. Auflage, McGraw Hill 2012
- Herausgeber mit Carmelo Mammana: Perspectives on the Teaching of Geometry for the 21st Century. An ICMI study, Kluwer 1998
- Herausgeber: Differential Topology, CIME Summer Schools Neapel 1976, Springer 2011 (Reprint der Ausgabe von 1979)
- Herausgeber:  Complex Geometry and Analysis : Proceedings of the International Symposium in honour of Edoardo Vesentini held in Pisa (Italy), May 23-27, 1988, Springer, Lecture Notes in Mathematics 1422, 1990
- mit Claudio Bernardi, Sergio Zoccante, Roberto Porcaro: Non solo calcoli : Domande e risposte sui perché della matematica, Springer: Mailand 2012